# Orithales serraticornis
Orithales serraticornis là một loài bọ cánh cứng trong họ Elateridae. Loài này được Paykull miêu tả khoa học năm 1800.

## Hình ảnh

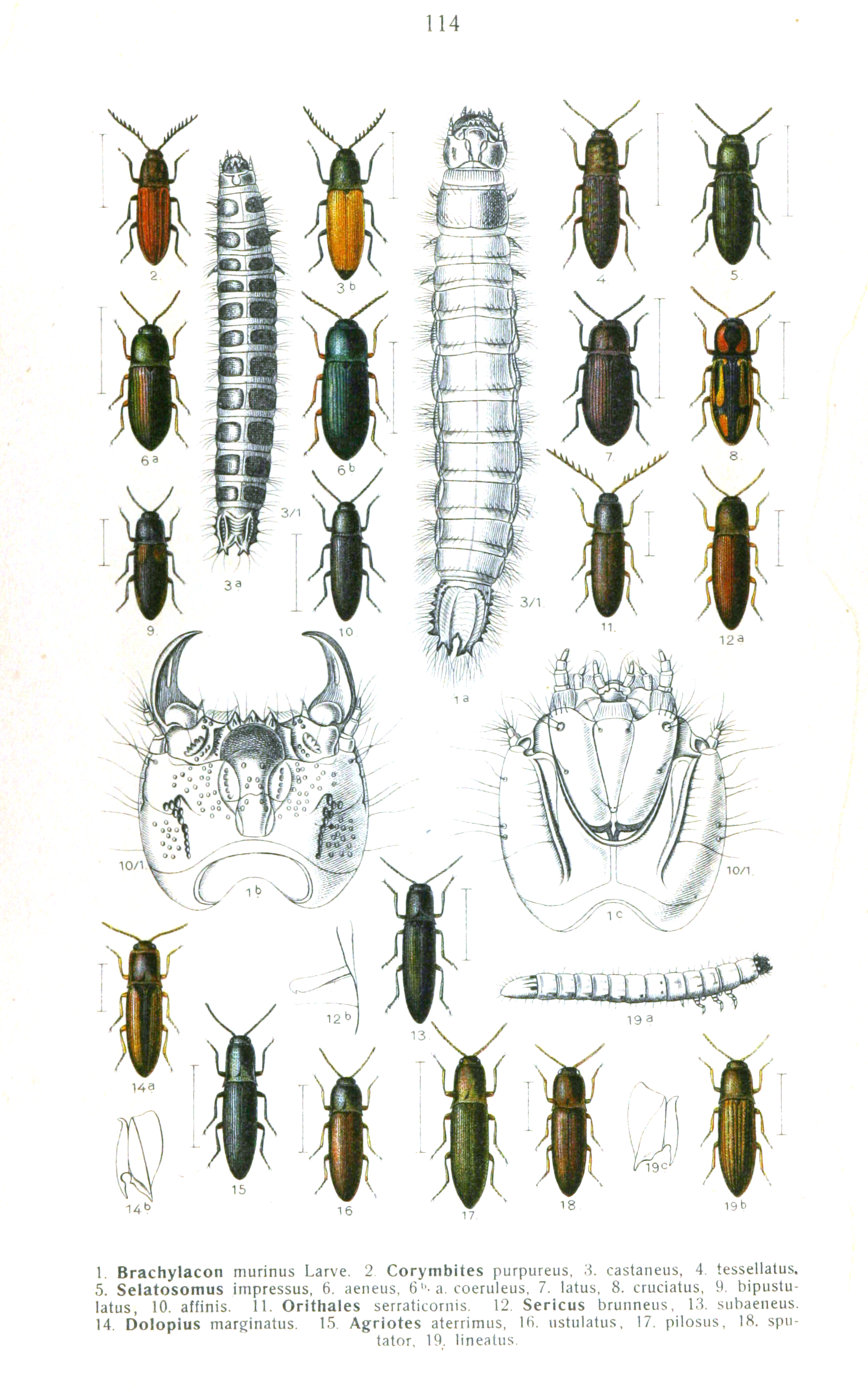